# Hiroko Koshino
Hiroko Koshino, nació el 15 de enero de 1937 en Osaka, es una diseñadora de moda japonesa.

## Biografía
Hiroko Koshino realizó sus estudios en el Departamento de Diseño de Bunka Fashion Collage, Tokio, 1961. Hiroko Koshino trabaja, alta costura, prêt-à-porter, ropa para niños, accesorios para la noche. En 1988 creó diferentes vías secundarias Hiroko Koshino Resort, Hiroko Koshino, Hiroko Bis, Hiroko Homme, Hiroko Koshino Golf; cerró su tienda en París. Más tarde en 1990: diseñó uniformes para Kintetsu Buffalos baseball team, 1997; apoya junto a sus hermanas Junko y Michiko una colección, 2000; lanza su línea de perfumes. Exhibiciones realizadas: Roma Alta Moda Collection, 1978, Three Sister, Osaka, 1982; Shanghái, 1984; exhibió junto a Borek Sípek (arquitecto) y Bambi Urden, Praga, 1994.

## Identidad
Con sus propias palabras, Koshino expresa de donde nacen sus ideas:

Amo Japón y me he sentido siempre ligada y atraída a la cultura Japonesa. Intento expresar esa sensibilidad de lo oriental en moderno. Lo que pienso, lo que siento, mi modo de vida- son los puntos de ayuda para empezar mis diseños. Me dan confianza en ellos y un sentimiento de identidad en mis creaciones.

## Distinciones
Premios: Osaka City premio for Cultural Merit, 1989. Premio de honor en Mainichi Fashion grand prix, 1997. 